# Четьї мінеї
«Четія Мінея», «Четьї Мінеї» (від грец. μηυιαϊος — «місячний» і давньоруськ. четьє — «читання»; «Щомісячні читання») — церковно-релігійні збірники, в яких «житія святих», перекази, повчання тощо розміщені по днях кожного місяця, відповідно до дати вшанування церквою того чи іншого святого. Виникли у Візантії в IX столітті. У Київській Русі вперше з'явилися в XI столітті.

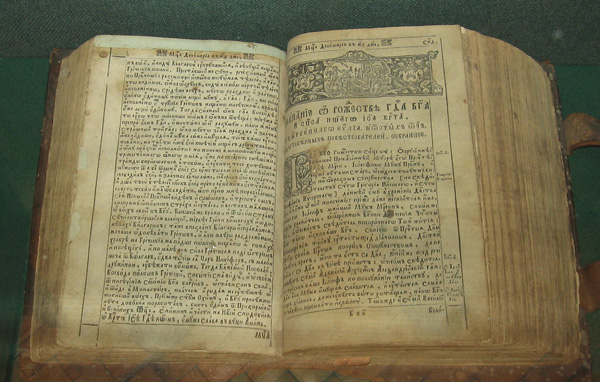
Четьї-Мінеї, видані в 1714 році у Києві

Систематизовані в 1-й пол. XVI століття за ініціативою новгородського архієпископа, а згодом московського митрополита Макарія, т. зв. Великі Мінеї Четьї у 12-ти томах. Відомо 3 списки:
- найстарший Софійський, покладений 1541 року в Софійський собор Новгорода Великого тоді ще архієпископом Макарієм;
- Успенський, вкладений вже митрополитом Макарієм в Успенський кафедральний собор у Москві 1552 року, і

- Царський, який укладався для російського царя Івана IV Грозного 1554 року

В основу покладені Мінеї, що побутували на руських землях, доповнені матеріалами з Пролога, Торжественників, Патериків, зокрема Патерика Києво-Печерського, Златоструя, Маргарита, словами і повчаннями отців церкви — Василія Великого, Григорія Богослова, Івана Золотоустого та ін. Перероблені, доповнені Димитрієм Ростовським і видані в 4-х томах під назвою «Книги житій святих» друкарнею Києво-Печерської лаври (1689–1705); друге видання — 1711–18. У наступні часи видавалися синодальною друкарнею з певними змінами й доповненнями. Києво-Печерська друкарня змогла видати передрук
московського синодального видання лише 1764. Були популярними серед грамотних верств населення в Україні.